# Zell im Wiesental
Zell im Wiesental német város Baden-Württemberg szövetségi tartomány délkeleti részén lévő Lörrach kerületében. A Fekete-erdőnél helyezkedik el, és a Wiese folyó is erre folyik. 26 kilométerre északkeletre van Bázeltől, és 32 kilométerre délre Freiburg im Breisgautól. A város jelképállata a hattyú.
A település 2010-ben ünnepelte várossá nyilvánításának 200. évfordulóját.
A város híres szülötte Constanze Weber, Wolfgang Amadeus Mozart felesége, Carl Maria von Weber unokatestvére.

## Fordítás
- Ez a szócikk részben vagy egészben  a   Zell im Wiesental című angol Wikipédia-szócikk fordításán alapul.  Az eredeti cikk szerkesztőit annak laptörténete sorolja fel. Ez a jelzés csupán a megfogalmazás eredetét és a szerzői jogokat jelzi, nem szolgál a cikkben szereplő információk forrásmegjelöléseként.